# Epidesma metapolia
Epidesma metapolia är en fjärilsart som beskrevs av Paul Dognin 1912. Epidesma metapolia ingår i släktet Epidesma och familjen björnspinnare. Inga underarter finns listade i Catalogue of Life.